# Brian Newbould
Brian Newbould, né le 26 février 1936 à Kettering (Royaume-Uni), est un compositeur, chef d'orchestre et musicologue britannique, spécialiste de Franz Schubert.

## Biographie
Il a suivi les cours de la  Gravesend Grammar School et est sorti diplômé de l'Université de Bristol. Il a remporté une bourse de cette université et a ensuite dirigé quatre opéras et composé trois morceaux de musique lors de sa résidence universitaire. 
Après avoir été diplômé, il est devenu professeur d'harmonie et de piano, de 1960 à 1965. Il fut ensuite conférencier à l'Université de Leeds, de 1965 à 1979. Puis il occupa la chaire de musique de l'Université de Hull, jusqu'à sa retraite en 2001.  
Il a complété les symphonies no 7, no 8 et no 10 de Franz Schubert, ainsi que les Fragments symphoniques en ré majeur D.615 et D.708A, à partir de fragments incomplets. 
Charles Mackerras et Neville Marriner ont dirigé des interprétations musicales de ces symphonies inachevées de Schubert complétées par le travail de Newbould.

## Publications
- Schubert and the symphony : a new perspective, Toccata Press, 1992, réédition 1999.
- Schubert : the music and the man, University of California Press, 1997, réédition 1999.
- Schubert studies, Ashgate, 1998.
- Schubert the progressive : History, performance, practice, analysis, Ashgate, 2003.

## Arrangements des œuvres inachevées de Franz Schubert
- Symphonie no. 7 en mi majeur D.729, dirigée par David Atherton, Gabriel Chmura et Neville Marriner, University of Hull Press, 1992, partition 2001.
- Symphonie no. 8 en si mineur D.859, dirigée par Neville Marriner, Charles Mackerras, Michel Tilkin et JoAnn Falletta, 2001.
- Symphonie en ré majeur D.615,  orchestration de l'œuvre pour piano de Schubert, dirigée par Charles Mackerras.
- Symphonie no. 10 en ré majeur D.936a, dirigée par Pierre Bartholomée, Neville Marriner, Charles Mackerras et Michael Gielen, 1995.
- Symphonie en ré majeur D.708a, dirigée par Simon Rattle, 2012.
- Quatuor à cordes en ut mineur D.703, 1995, 2011.
- Quatuor à cordes en ut mineur D.103, 1997, 2006.
- Trio à cordes en si bémol D.421, 2000, 2004.
- Sonate pour piano en ut majeur « Reliquie » D.840, 2003.
- Allegretto pour piano D.700, 1996.

### Transcriptions
- Sonate pour arpeggione et piano en la mineur D.821.
- Sonatine pour violon et piano no. 2 en la mineur D.385.

## Compositions
- Patrick, for narrator and chamber orchestra, 1984.
- Canzonetta and Moto Perpetuo for ten players, 1988.
- Toccata for piano, 1995.
- Fantasy Sonata after Schubert, for clarinet and piano, 2000.